# James Sorensen
James Sorenson (Melbourne, 18 luglio 1986) è un attore australiano.
La recitazione è sempre stata un grande interesse nella sua vita. Il suo più recente ruolo interpretato è quello di Mike nella seconda stagione della serie televisiva Blue Water High. James è anche apparso in Hating Alison Ashley.

## Curiosità
- James suona il pianoforte dall'età di quattro anni.
- Il calcio è uno dei suoi principali interessi sportivi.

## Filmografia
- Hating Alison Ashley James (2005)
- Blue Water High Mike 26 episodi (2006) protagonista della seconda stagione
- Neighbours Declan Napier 449 episodi (2007 - 2010)
- Conspiracy 365 Declan Napier 8 episodi (2012)
- Mr & Mrs Murder Ban Nailor 2 episodi (2013)
- Home and Away Kirsch Shlzenberg 124 episodi (2013-2014)